# Бор-Кая
Бор-Кая́ (крим. Bor Qaya) — гора в Україні, в Феодосійському районі АРК, належить до Кримських гір.
З кримськотатарської мови назва перекладається як «Крейдяна скеля», bor — крейда, qaya — скеля, вершина.
Серед туристів отримала назви «біла гора», «крокодил», «черепаха».

## Загальні дані
Куеста кримських передгір'їв висотою 392 метри.
Складається з залишків нумулітів, найпростіших морських тварин палеогенової епохи. Протягом кількох мільйонів років тут накопичилася багатометрова товща відкладень, що складаються з їхніх раковин. Сучасну форму горі надали вивітрювання та вплив річок Сала (Сали) та Сув-Індол, які зливаються під неї в Сувлу-Індол (Мокрий Індол).
Під скелею розташовуються залишки середньовічної печерної церкви, а в самій скелі — ряд карстових печер та гротів.

## Печерний храм
Храм датується VIII-IX століттями нашої ери, він є штучно вирубаним у скелі приміщенням приблизно прямокутної форми з максимальними розмірами до приблизно 13 на 7 метрів. Внутрішній простір поділено на три частини: притвор, наос (основне приміщення) та вівтарну частину. У вівтарній частині збереглися залишки кам'яного престолу та ніші для зберігання церковного начиння.
На стінах храму можна побачити численні графіті – написи та малюнки, залишені відвідувачами у різні епохи. Серед них є як християнські символи (хрести, монограми Христа), і пізніші тамги — родові знаки кримських татар. Нині відвідувачі залишають тут культові предмети, ікони.
Особливості архітектури та внутрішнього оздоблення храму свідчать про його візантійське походження. Ймовірно, він був створений ченцями-самітниками, які у VIII-IX століттях активно освоювали печери Криму, створюючи тут монастирі та храми.
Перші наукові дослідження печерного храму Бор-Кая було проведено наприкінці ХІХ століття відомим кримським краєзнавцем Олександром Львовичем Бертьє-Делагардом. Він склав докладний опис пам'ятника та зробив його перші фотографії.
У радянські часи храм вивчався археологами Інституту історії матеріальної культури АН СРСР під керівництвом Олега Івановича Домбровського. Було проведено розкопки, під час яких було виявлено фрагменти кераміки, монети та інші артефакти, що дозволили уточнити датування пам'ятника.
У 2000-х роках комплексне дослідження печерного храму та прилеглої території провела експедиція Кримської філії Інституту археології НАН України під керівництвом Віктора Петровича Чабая. Були застосовані сучасні методи археологічних досліджень, включаючи 3D-сканування та геофізичну розвідку.

## Археологія
Археологічні дослідження показують, що люди почали освоювати територію навколо гори Бор-Кая ще за неоліту, близько 6-5 тисяч років тому. Про це свідчать знахідки крем'яних знарядь праці та кераміки, виявлені на околицях гори.
У бронзовому столітті (3-2 тисячоліття е.) на схилах Бор-Каї існувало поселення. Археологи виявили тут залишки житла, господарські ями та численні артефакти, включаючи кераміку, бронзові вироби та кістки тварин.
Особливий інтерес представляє період античності та раннього середньовіччя. У цей час (IV-III ст. до н.е. - VIII-IX ст. н.е.) на вершині та схилах гори існувало укріплене поселення. Дослідники виявили тут залишки оборонних стін, житлових та господарських споруд, а також різноманітні предмети побуту, прикрас.
На вершині гори знаходяться залишки укріплення площею близько 2 га, відгородженого від селища оборонною стіною. Матеріал із шурфів представлений фрагментами амфора III ст. до зв. е. - ІІІ ст. н. е. Під урвищами на лівому березі річки Індол знаходиться пізній ґрунтовий могильник. Внизу, лівим берегом річки, проходила дорога, що зв'язує передгір'я з узбережжям у районі Судака. Пам'ятник має візуальний зв'язок із укріпленням на горі Яман-Таш, яке знаходиться за 6,5 км на південний захід.